# Baolia
Baolia é um género botânico pertencente à família Amaranthaceae.

## Espécies
- Baolia bracteata